# Stephano Biervliet
Stephano Biervliet, bijnaam Pakittow (9 september 1992), is een Surinaams activist en politicus. Hij is een van de oprichters van Wij Zijn Moe(dig) en van de Partij voor Recht en Ontwikkeling (PRO).

## Biografie

### Achtergrond
Biervliet groeide op in de wijk Blauwgrond als jongste kind in een gezin met verder nog twee zussen. Zijn oma noemde hem Papito, wat zich in zijn kindertijd wijzigde in Pakito. Geschreven als Pakkitow werd dit de naam van zijn barbershop. Als ondernemer houdt hij zich met meer dingen bezig, waaronder met perceelonderhoud, vuilophaal, de exploitatie van een boetiek en als zanger. Daarnaast produceert hij pindasambel, bananenchips en cassavechips voor grootgebruikers, zoals restaurants en barbecuestands. Ook zijn pindasambel verkoopt hij onder de naam Pakittow's.

### Protest
Eind 2015 waren landelijk de prijzen verhoogd voor water, elektriciteit en brandstof en was de Surinaamse dollar in een neergaande lijn van waardedaling terechtgekomen. Op vrijdag 21 november 2015 begon hij voor De Nationale Assemblée (DNA) aan een protest om aandacht te vragen voor de slechte economische situatie in Suriname. Surinamers konden het hoofd steeds moeilijker boven water houden en met het protest wilde hij aandacht vragen van president Bouterse en hem oproepen te zorgen dat de situatie in het land weer normaal zou worden. Enkele neven steunden hem hierin en de dagen erop vervolgde hij het protest. In de ochtend van dezelfde vrijdag was afzonderlijk van hem ook Curtis Hofwijks gestart met een eenmansactie. Ook hij protesteerde tegen de economische situatie in het land. Op 24 november besloten Biervliet en Hofwijks hun acties samen voort te zetten en richtten zij de initiatiefgroep Wij Zijn Moe op met het doel het groeiende verzet tegen het regeringsbeleid te coördineren. Het aantal demonstranten groeide uit tot circa vijftig dagelijks en uiteindelijk werd het protest 26 dagen volgehouden, tot 16 december. Over de acties werd tot in De Nationale Assemblée gesproken.

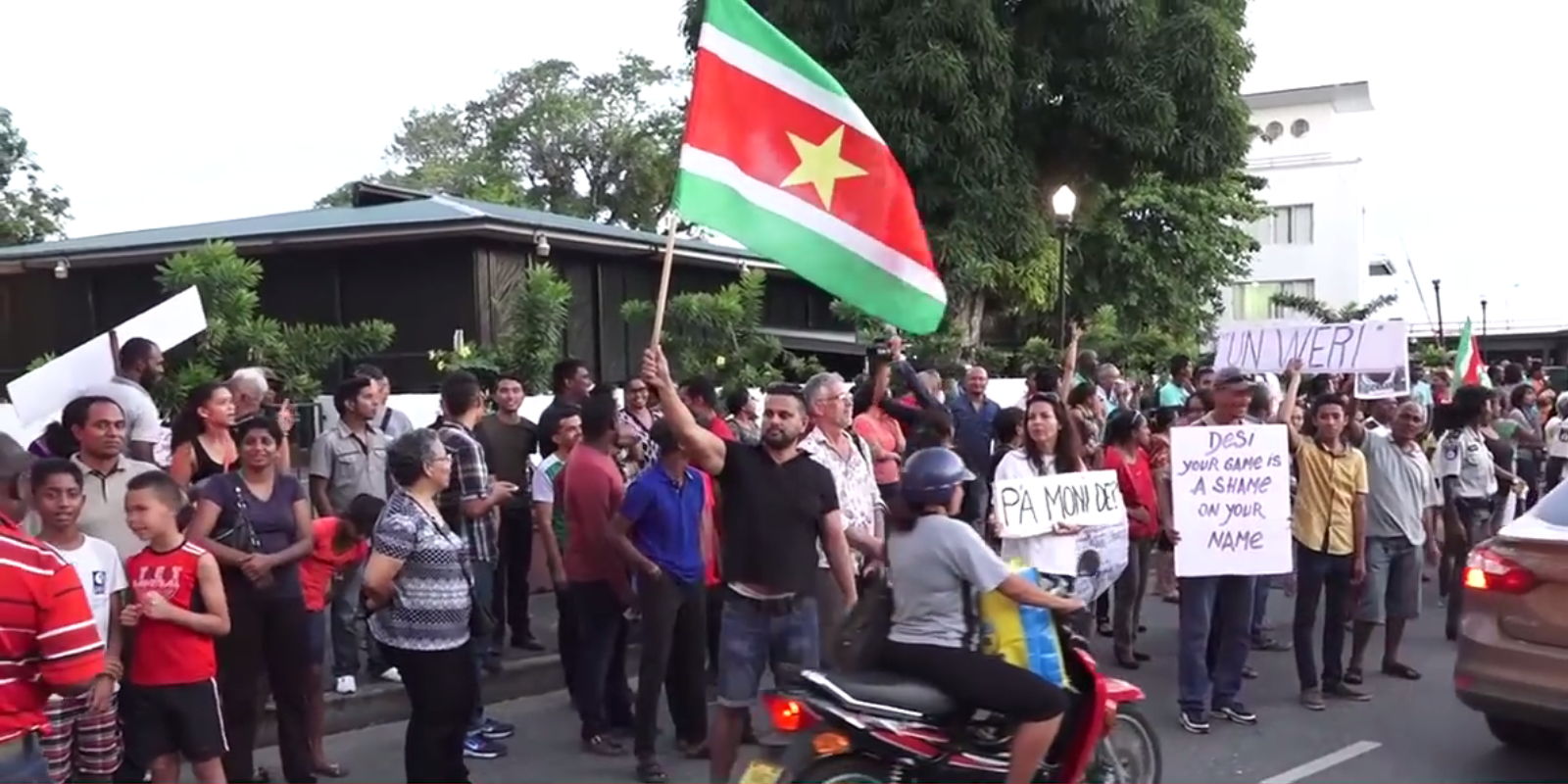
Protest op 16 april 2016

De protesten hielden ook hierna niet op, maar werden ook in 2016 opnieuw gehouden. Rond Wij Zijn Moe ontstond een vaste kern van deelnemers en daarnaast deed de groep mee aan andere protesten, zoals na een tijd met Xaviera Jessurun die op 25 november 2016 de straat op was gegaan. Ook werd in 2017 meegedaan aan het protest waar Maisha Neus in 2017 toe had opgeroepen.

### Politiek
Maisha Neus startte in januari 2018 een eigen politieke partij, STREI!, en de oorspronkelijke kern van Wij Zijn Moe, onder wie Biervliet, in maart de Partij voor Recht en Ontwikkeling (PRO). In beide gevallen was het doel om via de verkiezingen van 2020 een zetel te bemachtigen in DNA. Net als Hofwijks nam Biervliet zitting in het partijbestuur. Biervliet kreeg 121 stemmen achter zich tijdens de verkiezingen en behaalde geen zetel.
Biervliet stapte drie maanden voor de verkiezingen van 2025 over naar de Nationale Democratische Partij (NDP).

### Protesten voor de verkiezingen van 2020

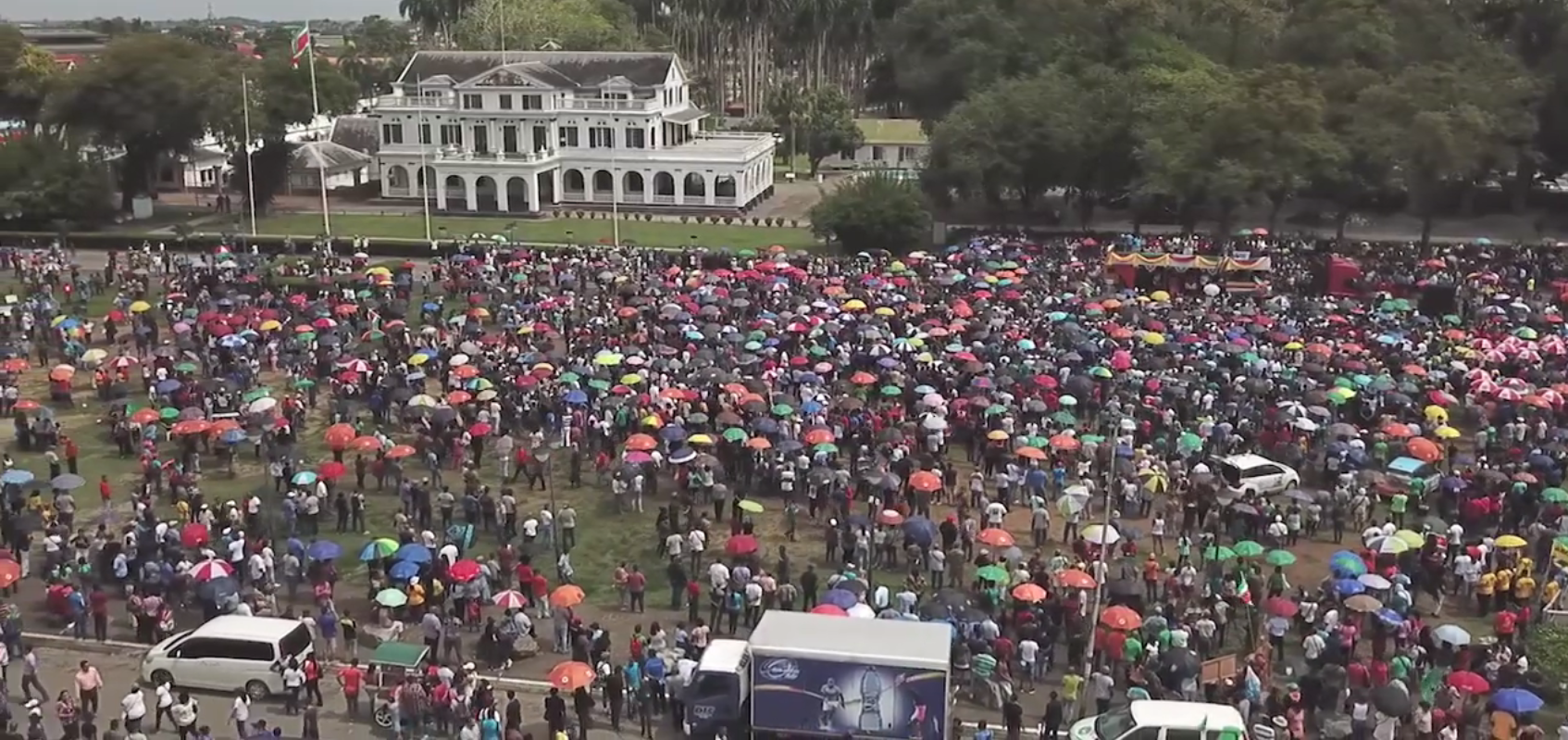
Protesten op 17 februari 2020

In de tijd erna liep Biervliet met de gedachte om opnieuw de straat op te gaan om te protesteren tegen de armoede in het land en tegen de regering. Vervolgens werd in februari 2020 bekend dat de regering rond de 100 miljoen Amerikaanse dollar van de kasreserve van de Centrale Bank van Suriname had opgemaakt aan interventies op de valutamarkt en de import van consumptiegoederen. Hierbij ging het om bijna een kwart van de gehele bankreserve. De oppositie en de vakbonden reageerden weliswaar geschokt, maar volgens Biervliet bleef de oppositie verder "doodstil" terwijl naar zijn mening dringend actie nodig was. Hij besloot niet langer te wachten en vroeg op persoonlijke titel een vergunning voor een protestmanifestatie aan. "Onze economie is ingestort, veel mensen kunnen nauwelijks meer rondkomen. Er gaat zo veel mis in Suriname. Er is corruptie, onze leiders verrijken zichzelf. We moeten nu echt wakker worden en in actie komen," zo motiveerde Biervliet.
Het protest organiseerde hij op 17 februari en kreeg ook de steun van andere groepen uit de samenleving, zoals vakbonden en de oppositie. Het groeide uit tot een van de grootste protesten tijdens de regering-Bouterse II. Bouterse reageerde dat hij een wedstrijd wilde houden om wie de meeste mensen op de been zou brengen. In tegenstelling tot het protest van 17 februari zette Bouterse daar honderden bussen voor in die aanhangers uit het hele land naar Paramaribo vervoerden voor het partijcongres van zijn NDP. Biervliet bleef echter bij zijn standpunten en sprak de wens uit dat Bouterse zich meer met de verdampte kasreserves, openstaande rekeningen en het tegengaan van corruptie zou bezighouden, in plaats van te "investeren in truitjes, petten, paraplu's, dj's en bussen voor zelfverheerlijking."
Hierna organiseerde Biervliet een protest op 6 maart waarbij hij zich richtte op jongeren en senioren. Voor april wil Biervliet een massaprotest bij De Nationale Assemblée organiseren waaraan meerdere organisaties deelnemen.
Na de verkiezingen van 2020, ten tijde van de coronacrisis in Suriname, organiseerde hij opnieuw een demonstratie. Deze was gericht tegen het beleid van de nieuwe regering-Santokhi. Hiervoor bleek weinig animo te zijn, evenmin als voor een protest dat op dezelfde dag door Siebrano Piqué was georganiseerd.

### Protest van 17 februari 2023

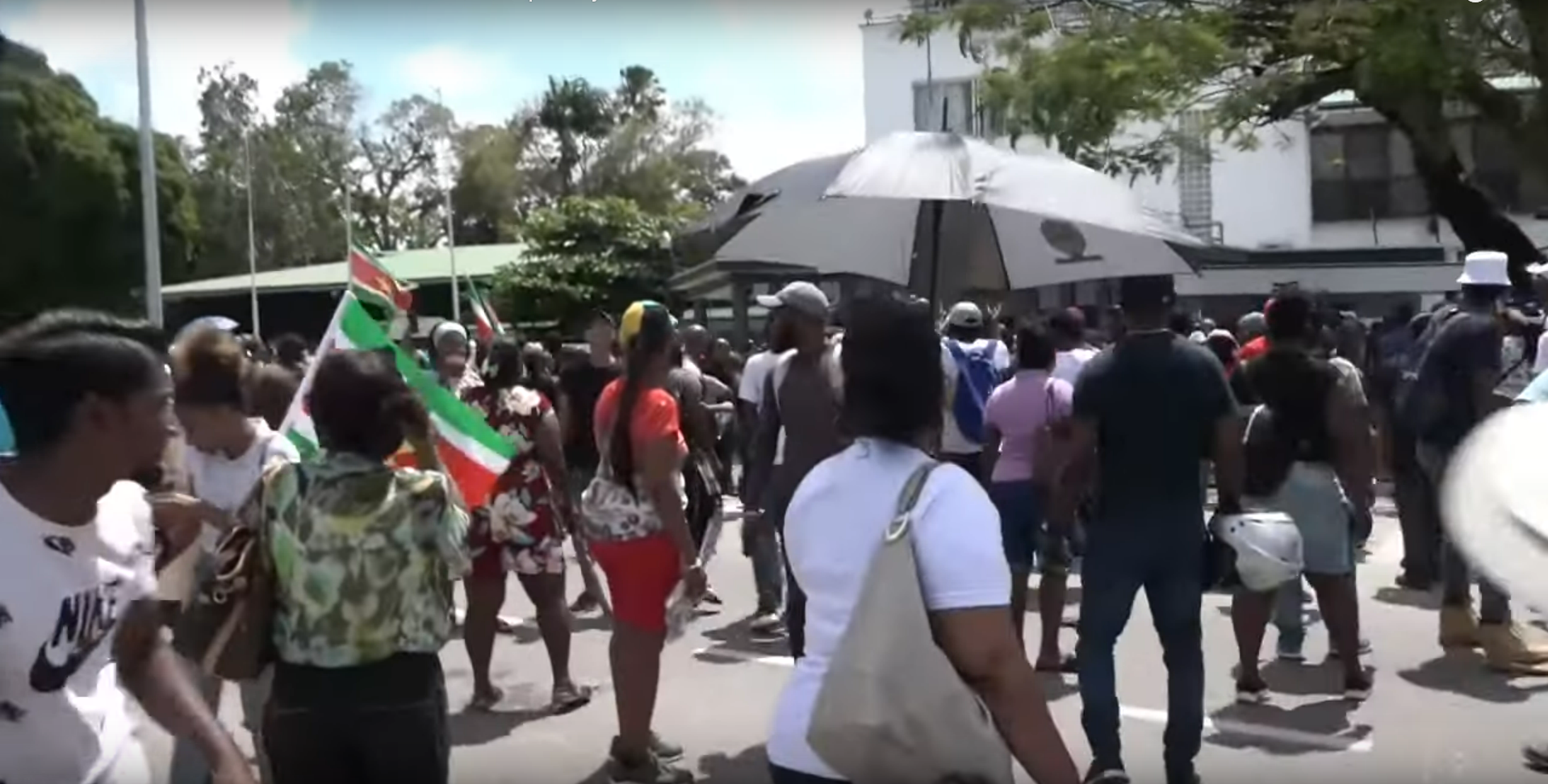
Menigte richt woede op het gebouw van DNA

Op 17 februari 2023 organiseerde Biervliet opnieuw een demonstratie op het Onafhankelijkheidsplein onder de naam Alles plat, waarvoor hij ook de vakbonden en het bedrijfsleven opriep om mee te doen. Aan het protest namen duizenden mensen deel. Op social media bleek van tevoren dat ook herrieschoppers op het protest af zouden komen. De Surinaamse politie was hier echter niet op voorbereid. Maar ook organisator Biervliet liet deze mensen toe op zijn soundtruck. Op een gegeven moment riep een man om De Nationale Assemblée (DNA) te bestormen. Demonstranten klommen over de hekken van het parlementsgebouw en flessen en bloempotten werden naar het gebouw gegooid, ramen sneuvelden, de lobby werd vernield en er brak brand uit. Toen de soundtruck inreed op demonstranten en de politie, reageerde de politie met traangas en waarschuwingsschoten. De rellen spreidden zich uit over de stad. Meer dan dan twintig mensen raakten gewond. De Suriname Times Mall werd zwaar getroffen met veelvuldige vernielingen en de gehele plundering van 48 van de 64 units. Ondernemers bleven praktisch failliet achter en raakten getraumatiseerd. De regering en politici uit andere geledingen keurden de rellen en plunderingen sterk af en riepen om harde maatregelen. Biervliet meldde zich bij de politie en ontkende een aandeel te hebben gehad in de escalaties. Hij werd niettemin bij de rechter-commissaris voorgeleid. De lopende strafzaak betekende voor zijn politieke partij Partij voor Recht en Ontwikkeling (PRO) dat ze hem niet verkiesbaar kon stellen voor de verkiezingen van 2025. Voor Biervliet betekende dit een verschil van inzicht en de reden om eind juli 2024 uit de partij te stappen. Op 2 augustus 2024 kreeg hij vanwege opruiing en zware mishandeling een gevangenisstraf opgelegd van negen dagen onvoorwaardelijk en 391 dagen voorwaardelijk opgelegd, met een proeftijd van twee jaar. Omdat hij negen dagen in voorarrest had gezeten, hoefde hij niet opnieuw de gevangenis in. Ook de chauffeur van de soundtruck werd veroordeeld.